# 우비라

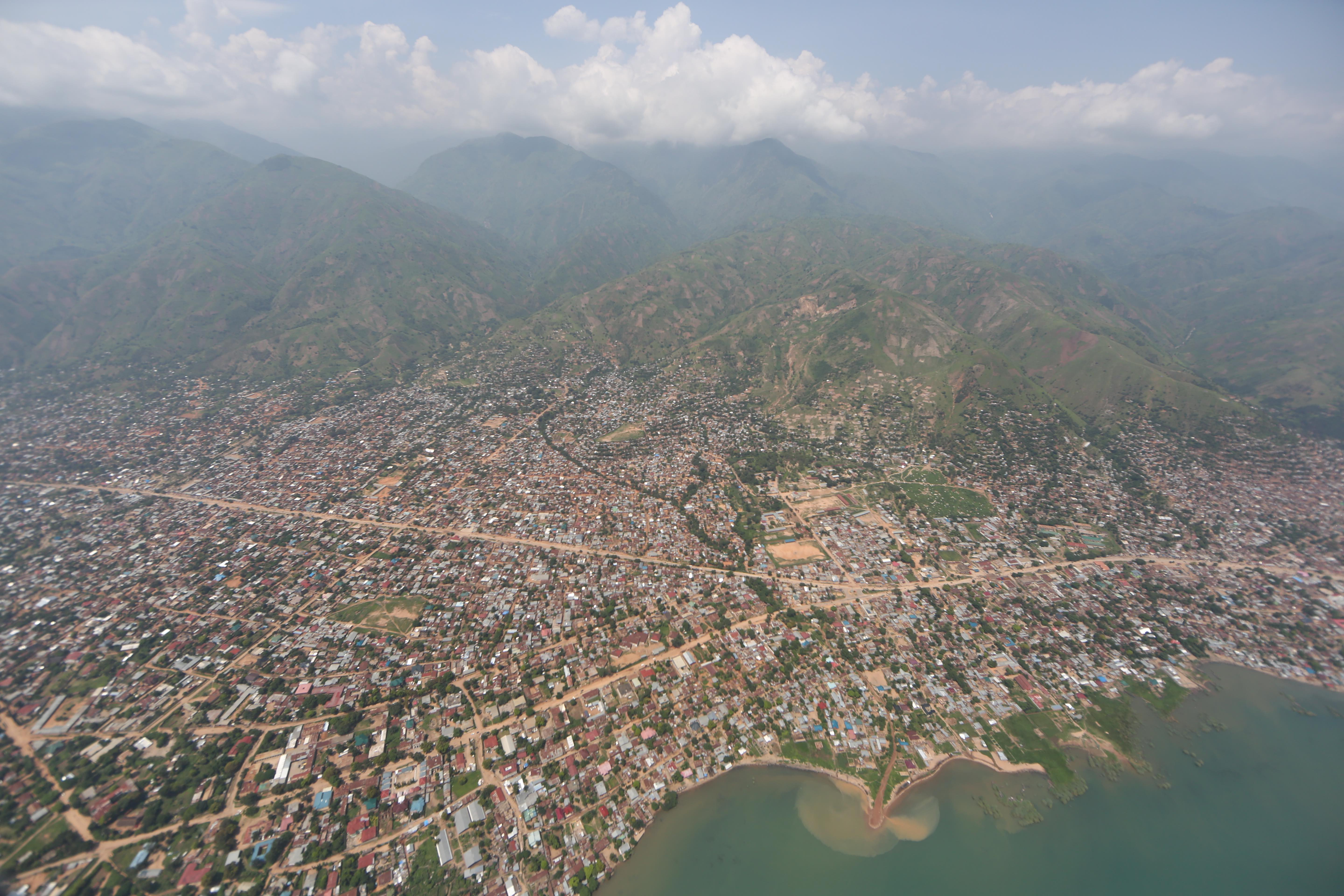

우비라(Uvira)는 콩고 민주 공화국 동부 지역의 남키부주에 전략적으로 위치한 도시이다. 면적은 약 16제곱킬로미터이고 2024년 기준 인구는 726,000명으로 북쪽으로는 바풀리루 족장령과 루지지 평야 족장령, 남쪽으로는 바비라 족장령, 동쪽으로는 탕가니카 호수와 루지지 강과 접하고 있다. 이 강들은 콩고 민주 공화국과 부룬디 사이의 자연적 경계를 형성한다. 낮은 고도의 루지지 평야에 위치한 이 도시는 부룬디의 콩고-나일 산맥과 미툼바 산맥 사이에 있다.
우비라 지역의 경제 및 교통 허브이며 부카부 대교구의 보조 교구인 우비라 로마 가톨릭 교구의 본거지이기도 한다. 우비라는 강력한 무역 네트워크, 어업 및 문화 유산으로 유명하다.
우비라는 장기 갈등과 잦은 인구 이동으로 상당한 피해를 입었으며, 이는 거의 40년 동안 도시와 주변 지역에 영향을 미쳤다.